# Катастрофа Boeing 707 на Фудзи
Катастрофа Boeing 707 на Фудзи — крупная авиационная катастрофа, произошедшая в субботу 5 марта 1966 года на горе Фудзи. Авиалайнер Boeing 707-436 авиакомпании British Overseas Airways Corporation (BOAC) выполнял межконтинентальный рейс BA911 (позывной — Speedbird 911) по маршруту Лондон—Монреаль—Сан-Франциско—Гонолулу—Фукуока—Токио—Гонконг, но через 17 минут после вылета из Токио при пролёте близ горы Фудзи внезапно разрушился в воздухе и его обломки рухнули на склон горы. Погибли все находившиеся на его борту 124 человека — 113 пассажиров и 11 членов экипажа.
В течение месяца это была уже третья авиакатастрофа в районе Токио, в том числе вторая за сутки.

## Самолёт
Boeing 707-436 (заводской номер 17706, серийный 113) был выпущен в 1960 году (первый полёт совершил 1 апреля), на период испытаний получил б/н N5092K. 29 апреля того же года был передан авиакомпании British Overseas Airways Corporation (BOAC), в которой получил бортовой номер G-APFE. Оснащён четырьмя турбовентиляторными двигателями Rolls-Royce Conway 508. На день катастрофы 5-летний авиалайнер совершил 6744 цикла «взлёт-посадка» и налетал 19 523 часа.

## Экипаж и пассажиры
Состав экипажа рейса BA911 был таким:
- Командир воздушного судна (КВС) — 45-летний Бернард Дж. Добсон (англ. Bernard J. Dobson)[4][1]. Очень опытный пилот, проработал в авиакомпании BOAC 19 лет и 11 месяцев (с 6 марта 1946 года). Управлял самолётами Canadair C-4 Argonaut[англ.] и Douglas DC-7. В должности командира Boeing 707 — с 3 декабря 1960 года (до этого управлял им в качестве второго пилота). Налетал 14 724 часа, 2155 из них на Boeing 707 (2101 из них в качестве КВС).
- Второй пилот — 33-летний Эдвард А. Малони (англ. Edward A. Maloney). Опытный пилот, проработал в авиакомпании BOAC 8 лет и 5 месяцев (с 29 сентября 1957 года). В должности второго пилота Boeing 707 — с 26 июня 1962 года (также у него был опыт управления этим самолётом в качестве штурмана). Налетал 3663 часа, 2073 из них на Boeing 707.
- Бортинженер — 31-летний Иэн Картер (англ. Ian Carter). Проработал в авиакомпании BOAC 8 лет и 7 месяцев (с 8 июля 1957 года). В должности бортинженера Boeing 707 — с 17 апреля 1963 года. Налетал 4748 часов, 1773 из них на Boeing 707.
- Сменный второй пилот — 33-летний Терренс А. Андерсон (англ. Terrence A. Anderson). Опытный пилот, проработал в авиакомпании BOAC 8 лет и 5 месяцев (с 23 сентября 1957 года). В должности второго пилота Boeing 707 — с 8 июля 1962 года (у него также был опыт управления этим самолётом в качестве штурмана). Налетал 3906 часов, 2538 из них на Boeing 707.

В салоне самолёта работали 7 бортпроводников:
- Томас С. Баттресс (англ. Thomas S. Buttress),
- Уильям Петтит (англ. William Pettit),
- Джон Н. Парр (англ. John N. Parr),
- П. М. Хаттон (англ. P. M. Hutton),
- Хелен Розмари Иоаре (англ. Helen Rosemary Ioare),
- Вирджиния Панг (англ. Virginia Pang, кит. 彭志强),
- Фуйоко Абе (англ. Fuyoko Abe, яп. 阿部冬子).

| Гражданство    | Пассажиры | Экипаж | Всего |
| -------------- | --------- | ------ | ----- |
| США            | 89        | 0      | 89    |
| Великобритания | 0         | 9      | 9     |
| Китай          | 1         | 1      | 2     |
| Япония         | 12        | 1      | 13    |
| Канада         | 1         | 0      | 1     |
| Новая Зеландия | 1         | 0      | 1     |
| Не указано     | 9         | 0      | 9     |
| Всего          | 113       | 11     | 124   |

## Хронология событий
Boeing 707-436 борт G-APFE выполнял регулярный пассажирский рейс BA911 (позывной — Speedbird 911) из Лондона (Великобритания) в Гонконг (в то время принадлежал Великобритании) с промежуточными посадками в Монреале (Канада), Сан-Франциско (США), Гонолулу (США) и Токио (Япония). Посадка в Токио по расписанию должна была быть в 16:45 4 марта, но из-за неблагоприятных погодных условий и выхода из строя посадочного радиолокатора рейс 911 был направлен на запасной аэродром в Фукуоку, где приземлился в 18:00. Прождав там ночь, на следующий день (5 марта) в 11:25 лайнер вылетел из Фукуоки и в 12:43 приземлился в аэропорту Токио. Здесь самолёт был подготовлен для полёта в Гонконг, конечный пункт назначения. Всего на борту рейса 911 находились 11 членов экипажа и 113 пассажиров.
Согласно плану полёта, рейс BA911 должен был после вылета направиться к Идзуосиме и, заняв эшелон FL310 (9450 метров), следовать по воздушному коридору JG6 до Гонконга. Но в 13:42 КВС связался с авиадиспетчером и попросил разрешения изменить полёт с приборного на визуальный и следовать по маршруту Фудзи—Ребел—Кусимото, чтобы пролететь вблизи горы Фудзи и позволить пассажирам получше увидеть её. В 13:50 рейс 911 начал следовать к взлётной полосе (проехав при этом слева от горевших обломков Douglas DC-8 авиакомпании Canadian Pacific Air Lines, разбившегося за 17 часов до этого) и в 13:58 в ясную погоду вылетел из Токио.
Вскоре после взлёта рейс 911 набрал высоту над Токийским заливом, после чего повернул на юго-запад, пройдя северней Одавары, затем совершил ещё один правый доворот и, следуя со скоростью 590-685 км/ч по курсу 298° на эшелоне FL160 (4900 метров), прошёл Готембу. Далее следуя на северо-запад, авиалайнер, плавно снижаясь, направился к горе Фудзи высотой 3776 метров, подходя к ней с подветренной стороны. Небо в это время было ясным, а по данным метеостанции на горе скорость ветра составляла 31—36 м/сек. По свидетельствам очевидцев, в этот момент в хвостовой части самолёта вдруг появился белый след, похожий на пар, а затем от лайнера оторвались все три хвостовых стабилизатора и все 4 двигателя, при этом белый след в хвостовой части усиливался. Лишившись хвостовой части (она оторвалась полностью), всех четырёх двигателей и части правого крыла, рейс BA911 вошёл в плоский штопор и понёсся вниз. На высоте около 600 метров от перегрузок оторвалась носовая часть с кабиной пилотов, а остальная часть фюзеляжа, кружась в плоском штопоре, продолжала падать, пока в 14:15 не рухнула на склон горы Фудзи на высоте 1320 метров над уровнем моря. Общая протяжённость поля обломков составила около 16 километров, носовая часть при этом упала примерно в 300 метрах от основных обломков. Все 124 человека на борту самолёта погибли.

## Расследование
Один из служащих Сил самообороны Японии находился в западной части горы Фудзи и успел сфотографировать падающий самолёт; по этим фотографиям были сделаны выводы, что дыма при разрушении не было. Также среди обломков рейса 911 была найдена 8-миллиметровая кинокамера, с помощью которой один из пассажиров снимал вид из окна перед самой катастрофой. Перед самым окончанием записи изображение резко сменилось на размытый образ салона; это означало, что произошла взрывная декомпрессия. В результате изучения обломков самолёта было установлено, что первыми оторвались киль и правый горизонтальный стабилизатор, следом все 4 двигателя, а затем часть правой плоскости крыла, после чего лайнер вошёл в плоский штопор, пока от перегрузок не разрушился фюзеляж. При изучении мест изломов хвостового оперения были найдены микротрещины в районе болтовых отверстий. Проверка всех эксплуатировавшихся на тот момент Boeing 707 и Boeing 720 показала, что на 61 из них в районе болтовых соединений вертикального хвостового стабилизатора также были микротрещины, но дальнейшие тесты показали, что эти микротрещины не были причиной катастрофы; к тому же, по данным компании «Boeing», разрушение киля могло произойти лишь при нагрузке выше 110% от максимально допустимой.
Внимание следователей переключилось на погодные условия. Так, несмотря на ясную погоду, поисковый Douglas A-4 Skyhawk ВМС США столкнулся с сильной турбулентностью, после чего пилот увёл самолёт, боясь за целостность конструкции. После посадки были проверены показания акселерометра самолёта, согласно которым тот испытал перегрузки от +9 g до −4 g. На турбулентность вблизи горы Фудзи, от умеренной до сильной, указывали и пилоты других поисковых самолётов. Это свидетельствовало о сильных воздушных течениях вблизи горных склонов.
На основании этих данных была указана вероятная причина катастрофы — при пролёте вблизи горы Фудзи рейс BA911 столкнулся с аномально сильной турбулентностью, при этом подвергнувшись боковым перегрузкам, которые были выше допустимых для конструкции Boeing 707. В результате произошло отделение сперва хвостового оперения, потом всех двигателей и правой плоскости крыла, что привело к полной потере управления. Видимый очевидцами белый след, схожий с паром, создало авиатопливо, вытекавшее из повреждённых баков. Сильная турбулентность при умеренном ветре была вызвана горными склонами, создавшими мощные вертикальные потоки.

## Последствия катастрофы
После катастрофы рейса 911 всем авиакомпаниям были разосланы инструкции, устанавливающие минимальные эксплуатационные расстояния от гор.
В память о погибших на горе Фудзи был установлен мемориал.
Катастрофа рейса BA911 была третьей крупной авиакатастрофой около Токио за месяц:
- За 29 дней до этого (4 февраля) при заходе на посадку в Токио Boeing 727 японской авиакомпании All Nippon Airways (рейс JA60) рухнул в Токийский залив, при этом погибли 133 человека.
- Вечером 4 марта также при заходе на посадку в Токио разбился Douglas DC-8 канадской авиакомпании Canadian Pacific Air Lines[англ.], при этом погибли 64 человека[1]. Несколько человек, выживших в катастрофе рейса CP402, по трагическому совпадению оказались на борту разбившегося рейса BA911[11].

Эта череда авиакатастроф привела к тому, что возник отток пассажиров, которые предпочитали воздушному транспорту наземный, в том числе и высокоскоростную железнодорожную магистраль Токайдо-синкансэн (Токио—Осака). В результате 18 марта авиакомпании Japan Air Lines (JAL) и All Nippon Airways объявили о сокращении числа рейсов между Токио и Осакой.

## Известные пассажиры
На борту рейса 911 должна была лететь группа авторов пятого фильма про Джеймса Бонда («Живёшь только дважды»), в том числе: Альберт Брокколи, Гарри Зальцман, Адам Кен, Льюис Гилберт и Фредди Янг. В Японии они изучали места действий для пятого фильма бондианы и сдали билеты на самолёт, так как предпочли задержаться в Токио и посмотреть на ниндзя.